# Ebbe Hertzberg
Ebbe Carsten Horneman Hertzberg, född den 11 april 1847 i Holmestrand, död den 2 oktober 1912 i Kristiania, var en norsk rättshistoriker, universitetslärare och ämbetsman.  
Hertzberg blev student 1865 och juris kandidat 1870, var universitetsstipendiat 1873–75, därefter två år attaché vid legationen i Paris och 1877–86 professor i nationalekonomi vid Kristiania universitet, med avbrott april–juni 1884, då han var medlem av Schweigaard-Lövenskioldska ministären ("aprilministären"). Han uppbar sedermera ett personligt vetenskapligt statsgage, tills han 1903 blev stortingsvald medlem av hypoteksbankens direktion och samma år blev ordförande i en rad kommittéer, bland annat tulltariff- och traktatkommittéerna. År 1906 blev Hertzberg riksarkivarie och ledde å Videnskabsselskabets vägnar utgivandet av Konrad von Maurers "Vorlesungen über altnordische Rechtsgeschichte" i 5 band. 
Hertzberg utgav en rad rättshistoriska avhandlingar: Fremstilling af det norske aristokratis historie indtil kong Sverres tid (prisskrift, 1869), Grundtrækkene i den ældste norske proces (1874), De nordiske retskilder (1890), Den moderne retshistorie ("Tidsskrift for retsvidenskab", IV–V), Len og veizla i Norges sagatid (i "Germanistische Abhandlungen zum 70. Geburtstag Konrad von Maurers", 1893), Trondhjems politiske og statsretslige forhold i sagatiden (i H.G. Heggtveits festskrift "Trondhjem i fortid og nutid 997–1897"), Den förste norske kongekroning, dens aarstal og ledsagende omstændigheder (i "Norsk historisk tidsskrift", 4:e række, III), Om eiendomsretten til det norske kirkegods (1898) samt Norges statsretslige stilling (1900; flera gånger omtryckt och översatt till flera språk). Hans huvudarbete är ordboken till "Norges gamle love indtil 1387" (1895, ingår i 5:e delen av detta lagverk), ett i sitt slag enastående verk i norsk litteratur.